# Histoire de Pau

les armes de la ville de Pau se blasonnent ainsi :
D'azur à la barrière de trois pals aux pieds fichés d'argent, sommée d'un paon rouant d'or, accompagnée en pointe et intérieurement de deux vaches affrontées et couronnées du même ; au chef aussi d'or chargé d'une écaille de tortue au naturel surmontée d'une couronne royale fermée d'azur rehaussée d'or, accompagnée à dextre de la lettre H capitale et à senestre du chiffre IV romain aussi d'azur.
Devise : Urbis palladium et gentis (« Protectrice de la ville et du peuple »).
Significacation : ces armes sont des armes parlantes : pau signifie « palissade » en béarnais et le paon se dit pavon ou pau. Le chef fut ajouté en 1829

L’histoire de Pau commence au début du XIIe siècle, quand son château est évoqué pour la première fois.
Le village a lentement cru, pour devenir une ville, puis la capitale du Béarn au XVe siècle. Henri, roi de Navarre qui devint Henri IV, y naît avant que le Béarn soit rattaché au domaine royal. La ville devient chef-lieu des Basses-Pyrénées, puis s’industrialise aux XIXe et XXe siècle, d’abord avec l’industrie aéronautique, puis celle du gaz naturel.

## Origines
Le castelnau fondé à une date inconnue, dans la deuxième moitié du XIe ou au tout début du XIIe siècle, pour contrôler un gué du gave qui servait au passage des bergers en transhumance entre les montagnes d'Ossau et les pâturages de la plaine du Pont-Long. Un château est bâti, dominant la rive nord, à égale distance de Lescar, siège des évêques et de Morlaàs, capitale des vicomtes de Béarn.
Le nom de la ville apparaît au XIIe siècle. En 1188, Gaston VI de Béarn y réunit sa cour majour, ancêtre du conseil souverain. Au XIIIe siècle, Gaston VII de Béarn fait construire une troisième tour.
Au XIIIe siècle, Gaston Fébus fait ajouter un donjon en briques, une enceinte fortifiée extérieure avec une tour de la Monnaie.

## Capitale du Béarn

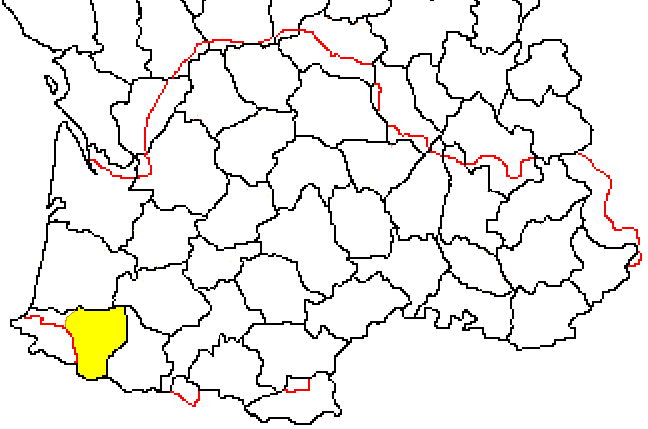
Le Béarn

Drapeau du Béarn

En 1450, Pau devient capitale du Béarn[réf. nécessaire], après Lescar, Morlaàs et Orthez.
En 1464, Gaston IV de Foix-Béarn, après avoir épousé l'Infante de Navarre, transfère sa capitale d'Orthez à Pau[réf. nécessaire]. La ville est dotée d'une charte communale ; des foires s'y déroulent, tout comme les États du Béarn. Il fait transformer les courtines du château en logis.
En 1512, elle devient capitale des rois de Navarre puis est dotée en 1520 d'un conseil souverain et d'une chambre des comptes.
En 1527, Henri d'Albret, roi de Navarre et seigneur souverain du Béarn, épouse Marguerite d'Angoulême, sœur de François Ier : elle fait transformer le château dans le style Renaissance et fait créer de magnifiques jardins.
En 1553, sa fille, Jeanne d'Albret, y accouche d'Henri de Navarre en chantant en béarnais, afin que le futur Henri IV ne soit « ni peureux, ni rechigné ». Les lèvres du futur monarque sont baptisées avec du vin de Jurançon et de l'ail.

## Guerres de religion
Les troupes de Charles IX prennent Pau, mais Jeanne d'Albret la reprend en 1569. Elle y massacre les chefs catholiques faits prisonniers à Orthez.
Catherine de Bourbon, sœur d'Henri IV, y gouverne le Béarn à sa place.
En 1619, Pau se révolte. Louis XIII l'occupe et, en 1620, rattache le Béarn à la France et transforme le conseil souverain en Parlement de Navarre, regroupant les cours de Pau et de Saint-Palais.

## XVIIeetXVIIIesiècles
Pau compte une nouvelle enceinte en 1649, puis une université en 1722.

## Révolution et Empire
Le 14 octobre 1790, elle est déclarée chef-lieu du département des Basses-Pyrénées. Ce statut lui est enlevé le 11 octobre 1795 au profit d'Oloron-Sainte-Marie, puis définitivement rendu le 5 mars 1796.
Napoléon Ier manifeste son intérêt et contribue à sauver le château, un temps devenu prison.

## XIXesiècle: ville touristique

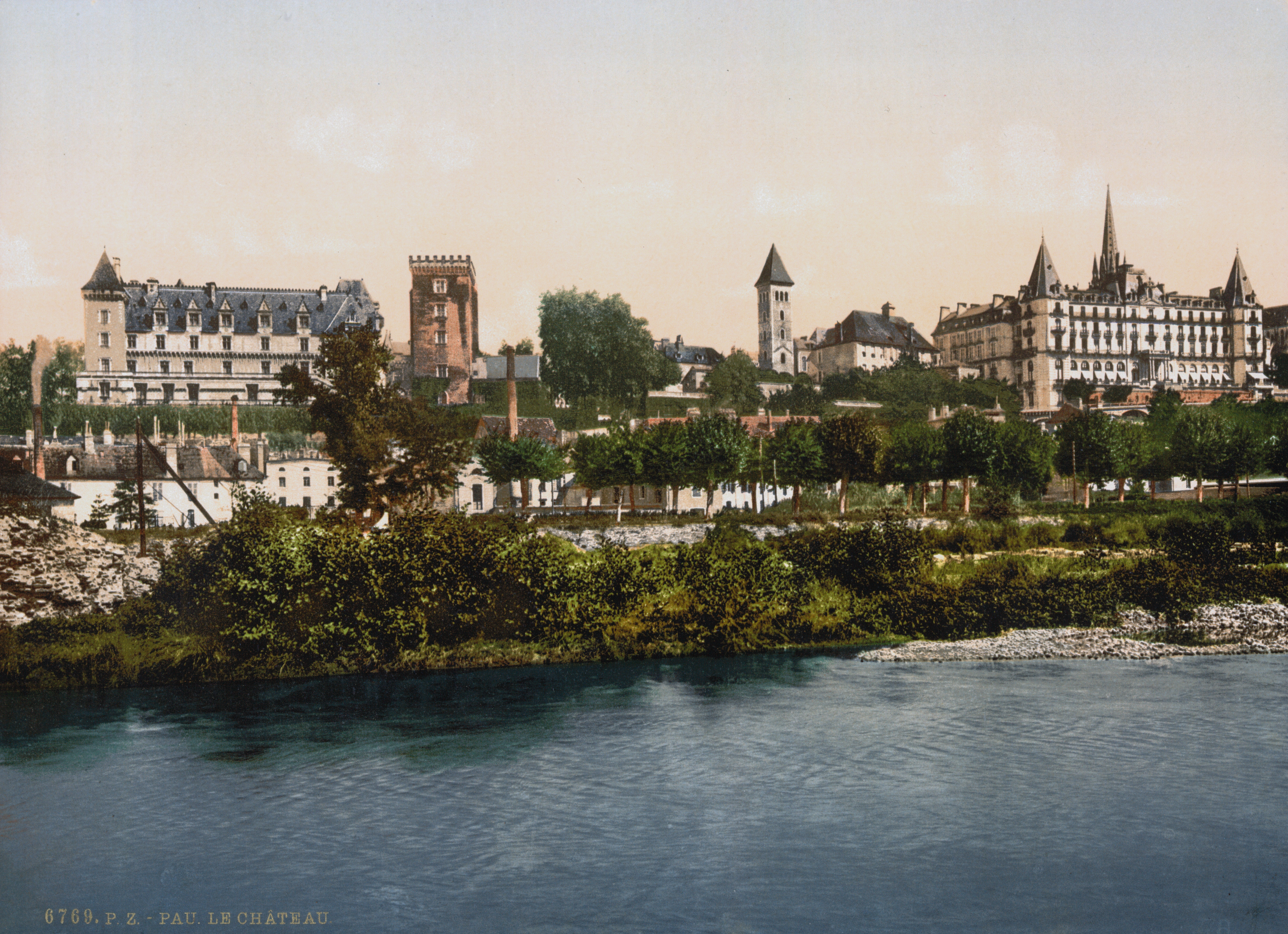
Pau à l'orée du XXe siècle

Ville somnolente vivant principalement de l'industrie textile (fabrication de linge de table et de mouchoirs de lin), de l'agriculture, des marchés aux bestiaux et de la production de cire et de savons, elle attire un tourisme cosmopolite au XIXe siècle, tels les officiers de Lord Wellington après la bataille d'Orthez en 1814, l'histoire racontant qu'à cette occasion deux officiers écossais ont fait découvrir aux Palois le jeu de golf dans la plaine de Billère,.
En 1838, Louis-Philippe le fait restaurer avec hardiesse, s'attachant à mettre en valeur les caractères médiéval et Renaissance. Napoléon III ajoute une double tour encadrant une fausse entrée, à l'ouest.
Après la monarchie de Juillet, entre 1830 et 1914, Pau devient une des stations climatiques et sportives les plus réputées d'Europe occidentale, « Espagnols, Hollandais, Belges, Prussiens, Polonais et Russes vont eux aussi succomber au charme du pays » en venant y hiverner. En 1819, Lord Selkirk y séjourne pour soigner sa tuberculose. En 1842, le médecin écossais Alexander Taylor (1802-1879) y préconise la cure hivernale dans sou ouvrage On the Curative Influence of the Climate of Pau. Le succès de son ouvrage est important et Pau devient un lieu de villégiature prisé des Britanniques. L'élite britannique y importe ses pratiques de la chasse au renard (Sir Henry Oxenden y crée le Pau hunt en 1840), du golf (Pau Golf Club créé en 1856) ou de la course de chevaux tenue sur l'hippodrome de Pont-Long. Les Anglo-Saxons s'établissent dans près de 350 villas anglaises construites durant la Belle Époque d'abord à proximité de leurs lieux de loisirs (terrains de golf, de cricket, de polo) et de culte (églises anglicans) où ils séjournent essentiellement pendant l'hiver.
En 1858, les Britanniques représentent près de 70 % de la colonie étrangère. En 1863, le tourisme est favorisé par l'arrivée du chemin de fer. En 1876, on y recense 28 908 habitants. Entre 1850 et 1900, la petite cité devient une station de villégiature par excellence avec le boulevard des Pyrénées, des casinos, parcs et jardins, des villas de prestige, un théâtre, des infrastructures sportives dernier cri, le somptueux palais d'hiver — doté d'un palmarium — et des hôtels de classe internationale — le Gassion et le France — offrant un cadre luxueux et majestueux aux concerts et réceptions qui s'y déroulent.
À partir de 1894, Pau est desservi par un réseau de tramways à chevaux. Quelques années plus tard, la traction électrique est mise en service par la Société béarnaise des tramways urbains. Le réseau comprend trois lignes, pour une longueur de 7 km. Il disparaîtra en 1931. Cette période faste du tourisme climatique s'achève avec la crise économique de 1929 et la concurrence du tourisme balnéaire dont Biarritz et le bassin d'Arcachon constituent le fer de lance.

## Aéronautique

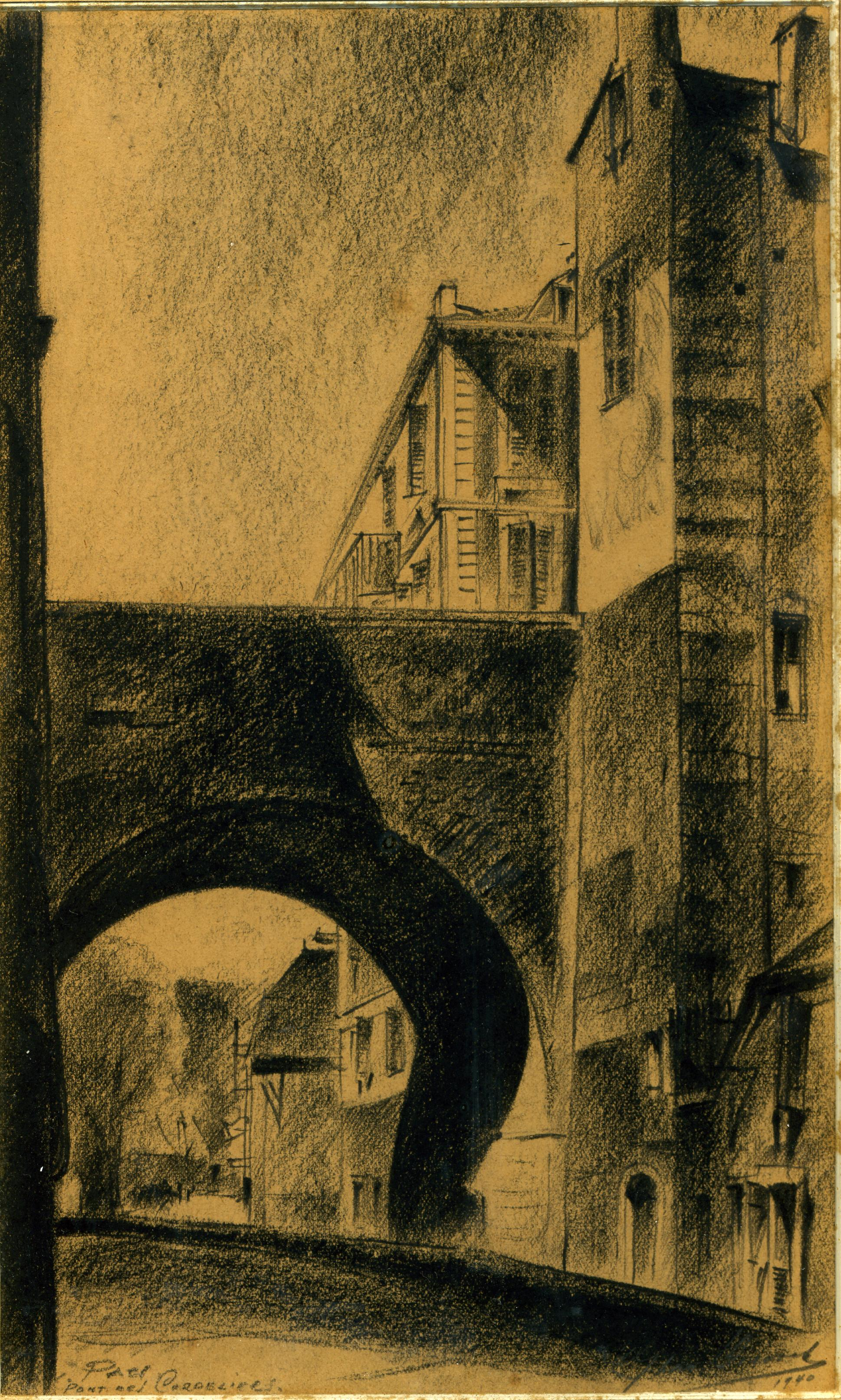
Le vieux pont dans la rue des Cordeliers à Pau (dessin par Léon van Dievoet)

Les premiers vols en ballon ont lieu à Pau en 1844 et des aéronautes renommé animent les saisons hivernales avec leurs vols de "plus légers que l'air". Les frères Wright, quittant Le Mans en décembre 1908 avec leur appareil Flyer A, s'établissent en janvier 1909 sur la lande du Pont-Long près de Pau; le premier vol en avion y est réalisé le 3 février 1909 par Wilbur Wright. Les frères Wright ouvrent leur école d'aviation où leurs premiers élèves Paul Tissandier et Charles de Lambert terminent leur formation commencée au Mans. Pau accueille jusqu'en 1914 les seuls sept constructeurs mondiaux d'avions et devient la capitale mondiale de l'aviation[réf. souhaitée]. L'école militaire d'aviation s'y installe en 1911; elle forme à l'école de chasse de France les as de la Première Guerre mondiale. Y volent les Français Thénault, Simon, Codos, Bellenger, Garros, Nungesser, Guynemer, les Béarnais Artigau et Macé parmi tant d'autres et côté des Américains Lufbery, Thaw, Chapman, les frères Prince, Mc Connell, parmi les plus illustres de l'Escadrille Lafayette.

## Ville de garnison
Pau a également abrité les 18e RI, 1er et 18e RCP (régiment de chasseurs parachutistes) furent stationnés dans la ville. Tous participèrent aux différents conflits du XXe siècle. Le 18e RCP fut dissous en 1961, pour avoir contribué au putch des Généraux d'Alger. Il avait auparavant contribué au coup de force de 1958 qui mit fin à la IVe République.
Le 1er RCP était toujours en caserne en 1983 au Camp d'Idron lorsque l'un de ses éléments fut frappé à Beyrouth par l'attaque de l'immeuble Drakkar, qui fit parmi ses troupes 58 victimes.
En 1957, l'exploitation du gisement de gaz de Lacq, découvert en 1951, donne un nouvel essor à la région. Pau développe fortement ses activités culturelles, sportives et universitaires.

## Particularité
La ville de Pau a la particularité d'être, à ce jour, la seule qui ait vu naître deux rois à l'origine d'une dynastie, et dont les descendants règnent encore : Henri IV, par les Bourbons, rois d'Espagne et Jean-Baptiste Bernadotte fondateur de la Maison Bernadotte, rois de Suède.